# エリーザベト・フォン・ブラウンシュヴァイク＝リューネブルク (1230-1266)
エリーザベト・フォン・ブラウンシュヴァイク＝リューネブルク（ドイツ語：Elisabeth von Braunschweig-Lüneburg, 1230年ごろ - 1266年5月27日）は、ホラント伯・対立ドイツ王ウィレム2世の妃。

## 生涯
エリーザベトはブラウンシュヴァイク＝リューネブルク公オットー1世と、ブランデンブルク辺境伯アルブレヒト2世の娘マティルデの間の三女である。
1252年1月25日にブラウンシュヴァイクにおいて対立ローマ王であったホラント伯ウィレム2世と結婚した。アーヘンでローマ王として戴冠したウィレム2世とエリーザベトとの結婚により、かつては中立であったブランデンブルク＝アスカーニエン家およびヴェルフ家とのつながりができ、両家は完全にウィレム2世側となった。1254年以降、ウィレム2世は単独のローマ王となった。この結婚で2子が生まれたが、結婚から4年後にウィレム2世は死去した。エリーザベトは夫の死から10年後に死去し、ミデルブルフ修道院教会に埋葬された。

## 子女
- フロリス5世（1254年 - 1296年） - ホラント伯
- マクテルド（1256年）